# Claus-Jürgen Roepke
Claus-Jürgen Roepke (* 23. Januar 1937 in Berlin) ist ein deutscher evangelischer Geistlicher.

## Werdegang
Roepke studierte von 1957 bis 1965 evangelische Theologie in Neuendettelsau, Heidelberg, Göttingen und Erlangen. Nach einem Volontariat bei Presse und Rundfunk war er von 1967 bis 1974 Pfarrer an der Stephanuskirche in München. Daneben erhielt er einen Sonderauftrag für evangelische Publizistik. 1974 wechselte er als Oberkirchenrat in das Referat Medien- und Öffentlichkeitsarbeit der Kirchenkanzlei der EKD in Hannover. 1980 wurde er Direktor der Evangelischen Akademie Tutzing. Ab 1991 war er Leiter der Ökumeneabteilung im Landeskirchenamt der bayerischen Landeskirche (ELKB). Von 1997 bis zu seinem Ruhestand 2001 war er Mitglied des Rates der EKD sowie der Arbeitsgemeinschaft Christlicher Kirchen in Deutschland und der Kommission der EKD für den Dialog mit der Russisch-Orthodoxen Kirche. Von 1995 bis 2008 war er Präsident des Martin-Luther-Bundes.

## Ehrungen
- 1992: Verdienstkreuz am Bande der Bundesrepublik Deutschland

## Schriften (Auswahl)
- mit Hans-Peter Alt: Glaube im Gespräch. München 1969.
- Die Protestanten in Bayern. München 1972.
- als Hrsg.: Lektionen nach Weimar. Gedanken zur heutigen politischen Kultur. München 1983.
- als Hrsg. mit Hartmut Löwe: Luther und die Folgen. Beiträge zur sozialgeschichtlichen Bedeutung der lutherischen Reformation. München 1983.
- als Hrsg.: Schloss und Akademie Tutzing. München 1986.
- als Hrsg. mit Tatjana Terjoschina: Kiew, St. Katharinen. Festschrift zur Wiedereinweihung der Kirche. München 2000.
- Hinhören und Hinsehen. Beziehungen zwischen der Russischen Orthodoxen Kirche und der Evangelischen Kirche in Deutschland. Leipzig 2003.
- als Hrsg.: St. Paul Odessa. Kirche – Gemeinde – Glaube – Partner. Festschrift zur Wiedereinweihung der Kirche. Lindenberg 2010.

- als Hrsg.: Lutherische Kirche in der Welt. Jahrbuch des Martin-Luther-Bundes. Folgen 43–55. Erlangen 1996–2008.